# Aleuroclava pentatuberculata
Aleuroclava pentatuberculata là một loài côn trùng cánh nửa trong họ Aleyrodidae, phân họ Aleyrodinae.
Aleuroclava pentatuberculata được Sundararaj & David miêu tả khoa học đầu tiên năm 1993.